# 芒迪埃勒
芒迪埃勒（法語：Manduel，法語發音：[mɑ̃dɥɛl]）是法国加尔省的一个市镇，位于该省中部偏东南，属于尼姆区。计划中的尼姆高铁站位于境内。

## 地理
芒迪埃勒（43°49'6"N, 4°28'24"E）面积26.46 平方千米，位于法国奧克西塔尼大區加尔省，该省份为法国南部沿海省份，南端濒地中海，北起顺时针与阿尔代什省、沃克吕兹省、罗讷河口省、埃罗省、阿韦龙省和洛泽尔省接壤。
与芒迪埃勒接壤的市镇（或旧市镇、城区）包括：博凯尔、贝勒加德、布亚尔格、玛格丽特、勒代桑、罗迪扬。

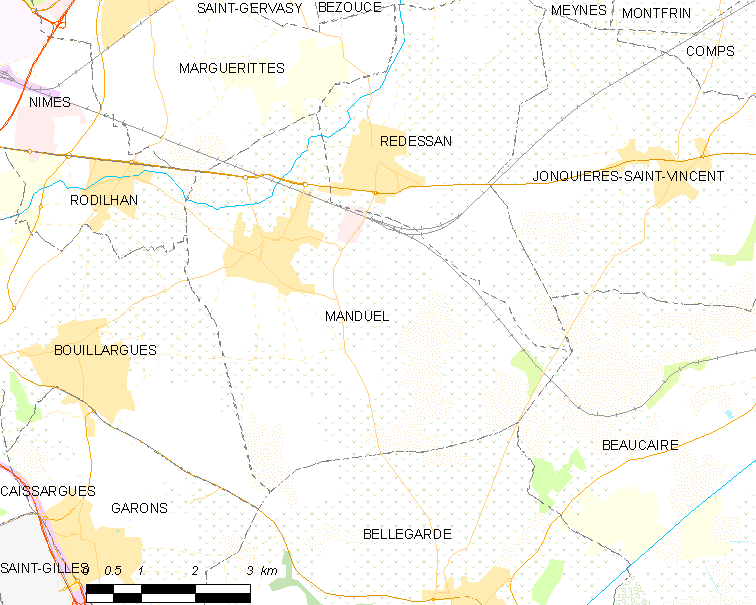
芒迪埃勒的OSM定位图

芒迪埃勒的时区为UTC+01:00、UTC+02:00（夏令时）。

## 行政
芒迪埃勒的邮政编码为30129，INSEE市镇编码为30155。

## 政治
芒迪埃勒所属的省级选区为玛格丽特县。

## 人口

1962-2008年间芒迪埃勒人口变化图示

芒迪埃勒于2022年1月1日时的人口数量为7087人。